# Automotrice SNFT ALn 668-130
L'automotrice ALn 668 serie 130 è un gruppo di automotrici Diesel acquistate dalla Società Nazionale Ferrovie e Tramvie (SNFT) per il servizio sulla ferrovia Brescia-Iseo-Edolo. Furono prodotte dalla FIAT Ferroviaria Savigliano solo in tre unità.
Nel 1993, entrarono nel parco veicoli delle Ferrovie Nord Milano Esercizio e, dal 2011, appartengono a quello di Trenord. 

## Storia
A seguito delle prospettive di rilancio del traffico passeggeri sulla linea ferroviaria programmate per la seconda metà degli anni Ottanta, la SNFT decise di acquistare due nuove automotrici dalla Fiat Ferroviaria. Essendo cessata la produzione della serie 3100 delle ALn 668 di FS, la Società Nazionale ordinò due unità del nuovo modello di automotrice ALn 663.
Le due automotrici arrivarono nel 1987: il 17 novembre iniziarono le corse di prova e il 21 dello stesso mese entrarono in servizio con la classificazione di ALn 668.131÷132. Da subito ebbero il nuovo schema di coloritura aziendale giallo marte e beige azalea che estendeva quest'ultimo al tetto, all'imperiale e a un bordino sotto la finestratura. A differenza del modello in uso alle Ferrovie dello Stato (FS), furono dotate di 68 posti passeggeri, anziché gli originari 63. Altre differenze rispetto al modello di partenza furono l'introduzione del dispositivo "uomo morto" e l'intercomunicante a cancelletto.
L'11 giugno 1991 entrò in servizio l'unità 133, comprata utilizzando i fondi della Legge 22 dicembre 1986, n. 910. Sempre con gli stessi fondi, furono ordinate altre sei unità che in seguito confluirono – per le differenti caratteristiche imposte dalla FNME – nella serie 140.
Come il resto del parco SNFT, infatti, dal 1993 anche la serie 130 entrò a far parte del parco rotabili della società milanese. Solo a partire dal 2000 fu introdotta la nuova livrea sociale: bianca, con finestratura verde chiaro bordata in alto e in basso di blu.
Tra il 2007 e il 2008, le unità 131 e 133 furono sottoposte a un'operazione di revamping interna ed esterna, che comportò la sostituzione dei sedili originali, identici a quelli delle carrozze Media Distanza, con quelli in stile TAF, il rivestimento delle pareti interne in rispetto della corporate identity di LeNord, il montaggio dei climatizzatori e l'adozione di una nuova livrea bianco-azzurra, colori della Provincia di Brescia che aveva finanziato in parte l'operazione.
Nel 2009, anche l'unità 132 ricevette lo stesso tipo di intervento. Nel 2011, le automotrici entrarono nel parco rotabili di Trenord; negli anni successivi, lo schema di coloritura fu progressivamente sostituito con quello aziendale.
Nel 2014, fu implementato un nuovo comando a pulsante per l'apertura delle porte, con chiusura temporizzata. Nel 2019, tutti i mezzi furono dotati di Sistema di supporto alla condotta (SSC).
Il 1º dicembre 2021, l'unità 131 fu coinvolta nel deragliamento nei pressi di Cedegolo, mentre viaggiava accoppiata alla 144 in direzione di Brescia, e di conseguenza fu accantonata.

## Tecnica
Derivate dalle ALn 663 delle FS, le motrici SNFT hanno caratteristiche lievemente più performanti, potendo accogliere 68 posti a sedere invece di 63 e disponendo di motori da 175 kW di potenza invece di 170. Rispetto ai mezzi FS, l'intercomunicante delle cabine è "a cancelletto" e non "a soffietto". La velocità massima omologata è di 95 km/h.
Le automotrici possono circolare in comando multiplo a due unità, sia tra di loro, sia con le automotrici delle serie 120 e 140.

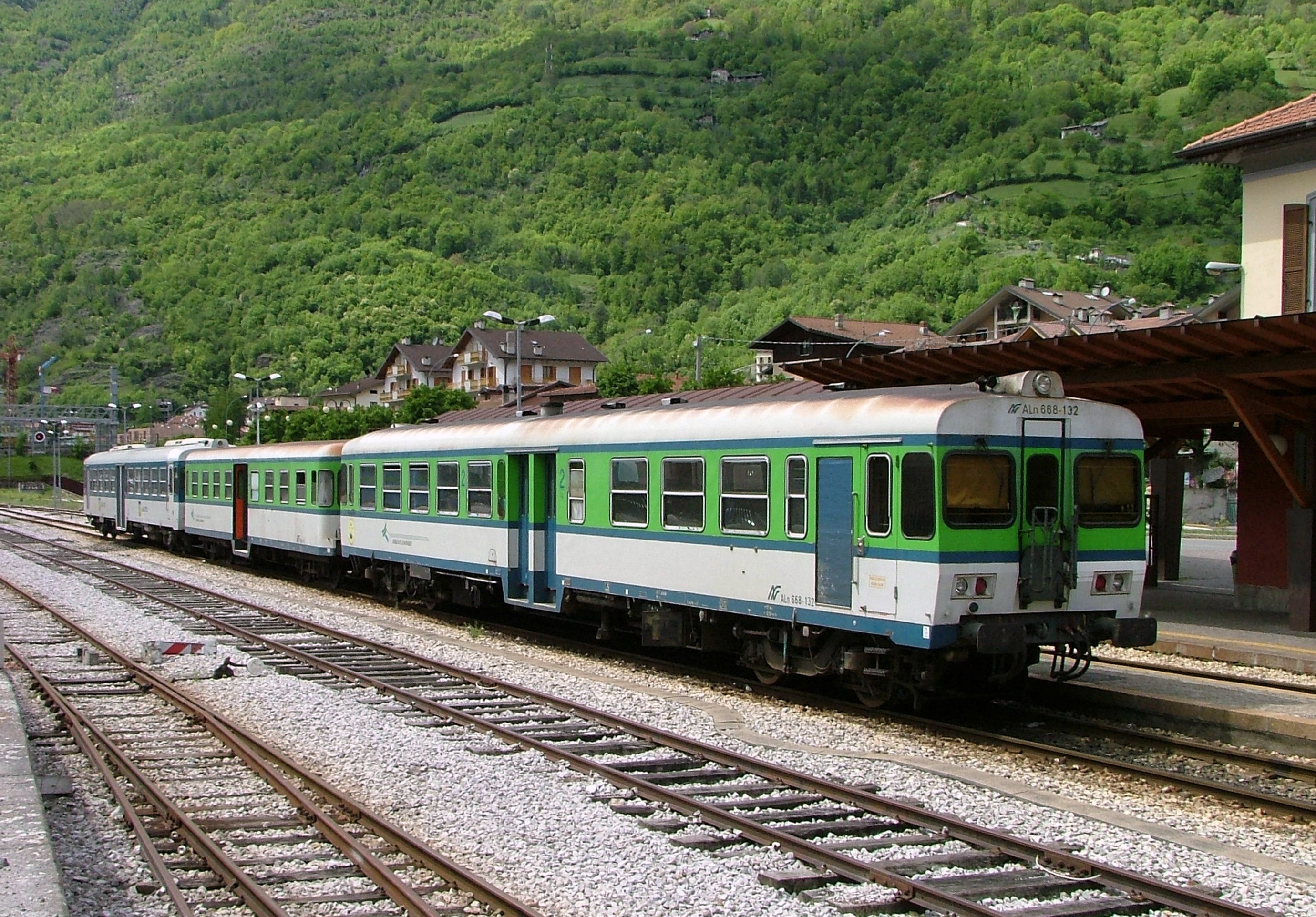
La ALn 668.132 in livrea FNME
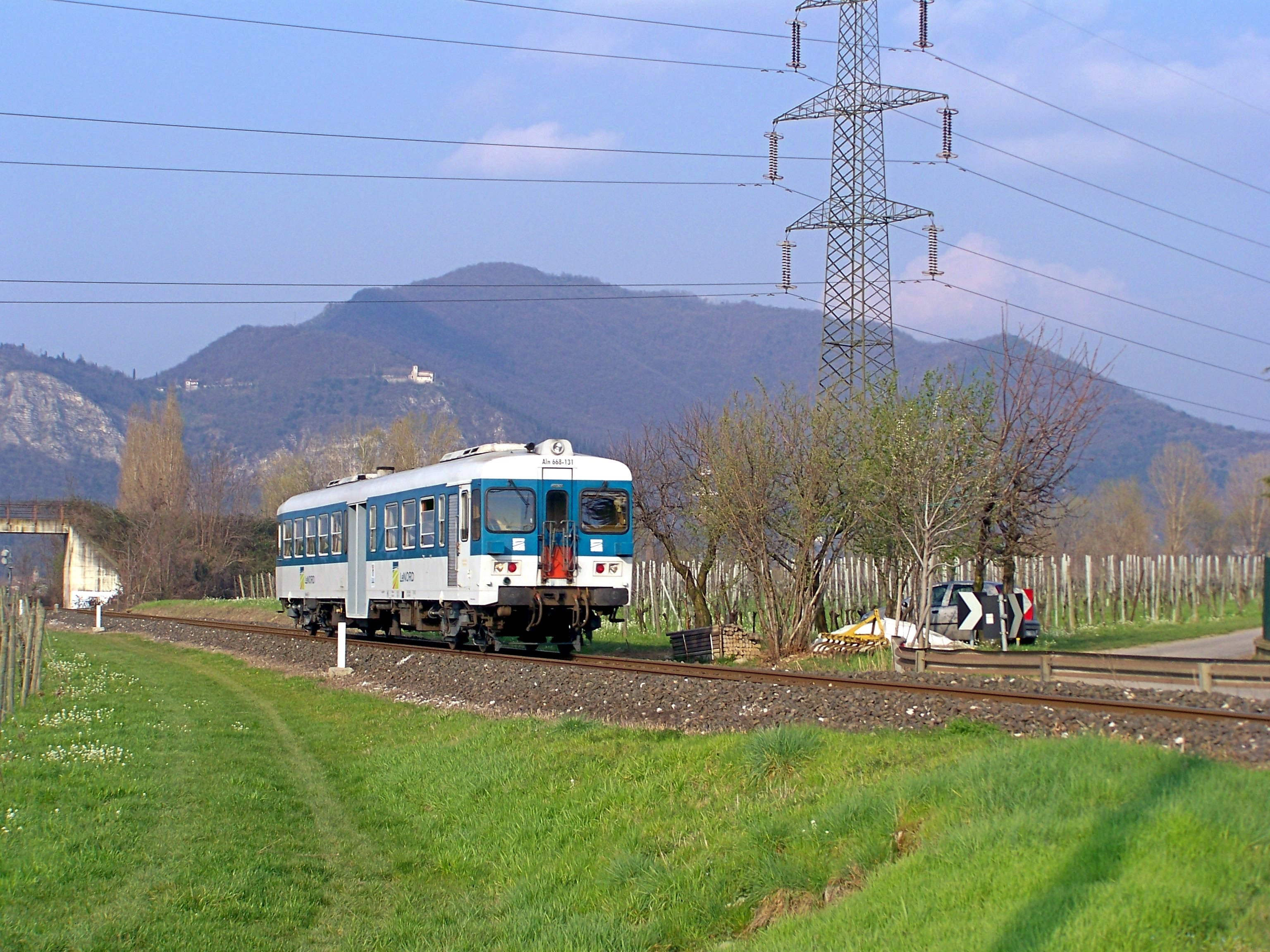
La ALn 668.131 in livrea bianco-azzurra
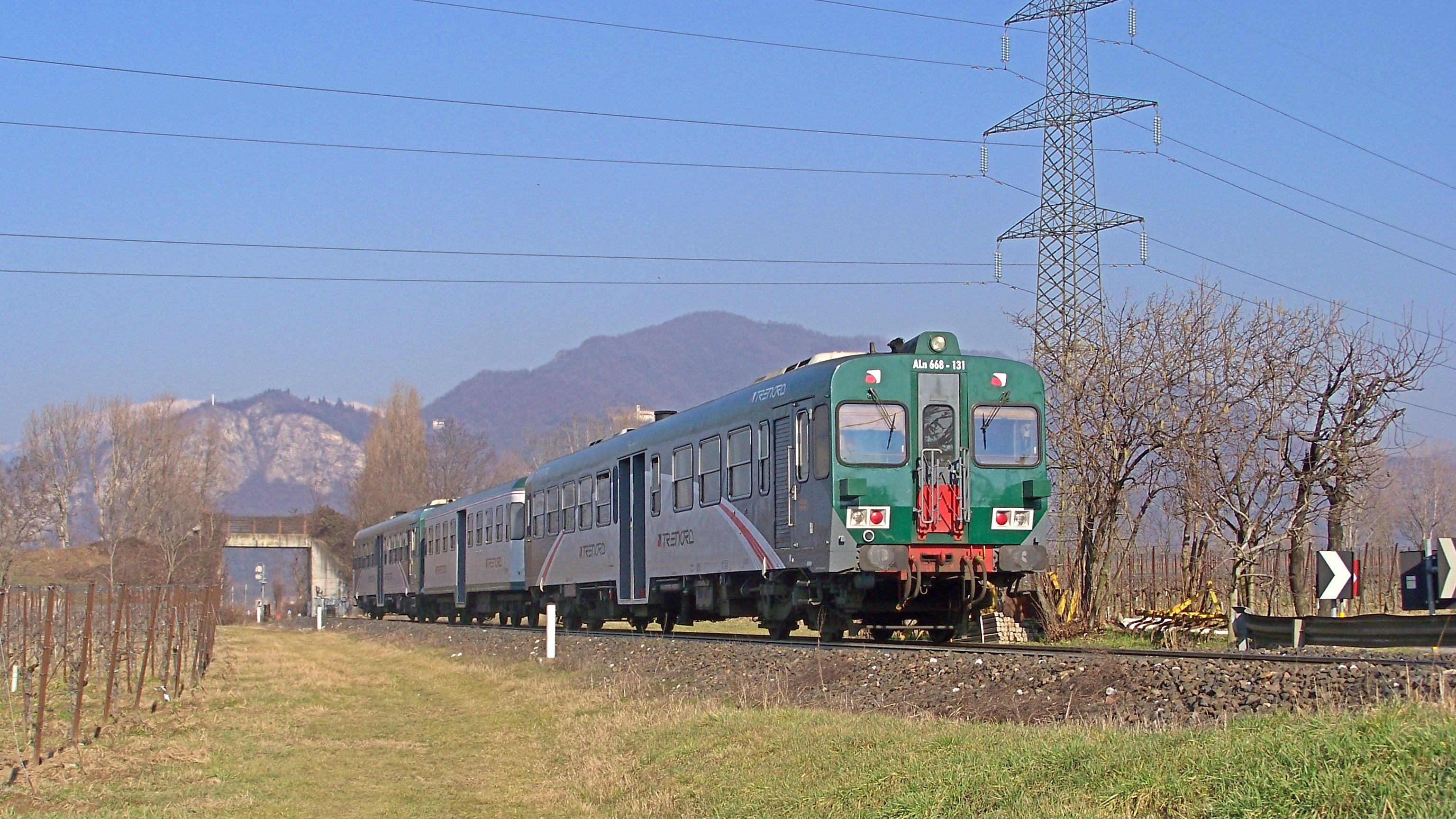
La ALn 668.131 in testa a un convoglio completamente in livrea Trenord